# Quasimodo (serie animata)
Quasimodo (The Magical Adventures of Quasimodo) è un cartone animato del 1996, di produzione franco-canadese, liberamente ispirato al romanzo di Victor Hugo Notre Dame de Paris.

## Trama
Parigi, XV secolo. Quasimodo, un ragazzo di sedici anni gobbo e deforme, vive segregato nella Cattedrale di Notre-Dame, di cui è il campanaro. Suo custode è il malvagio Frollo, che segretamente è anche alchimista e mira a usare la magia per diventare Re di Francia. Insieme alla zingara Esmeralda, la sua capra Djali, suo fratello François e la loro nonna adottiva Angelica, oltre che al proprio buon tutore Denis, Quasimodo sventerà un grave attentato di Frollo al Re, e potrà lasciare la sua prigionia per vivere numerose avventure. Nel corso della serie, Quasimodo scoprirà la sua vera identità: è infatti Jacques de Bernassac, figlio di due potenti alchimisti che sono riusciti ad ottenere la leggendaria Pietra Filosofale.

## Produzione
La serie è stata prodotta a partire dal 1996 sulla scia del successo del film d'animazione Disney Il Gobbo di Notre Dame, ispirato al medesimo romanzo di Hugo. Si trattava di una co-produzione franco-canadese, realizzata negli studi Parigini di CinéGroup, prodotta e distribuita da Ares Films. In Francia è stato trasmesso, a partire dal luglio 1996, sul canale France 3; in Canada è stato trasmesso nello stesso periodo da Family Channel.
Nel 2006 BCI e Hearst Entertainment hanno pubblicato 2 episodi della serie in DVD, nella collana Advantage Cartoon Mega Pack. Nel 2009 la Mill Creek Entertainment ha pubblicato un set completo di DVD contenenti tutti i 26 episodi della serie. Entrambe le edizioni sono inedite in Italia.

### Edizione italiana
Il cartone animato è stato doppiato e localizzato dagli studi di SD CINEMATOGRAFICA, con adattamento diretto da Andrea Moresco. In Italia è stato trasmesso in prima visione a partire dal dicembre 1996, all'interno del programma per ragazzi Solletico, e in seguito è stato replicato più volte sugli altri canali RAI.

## Doppiatori
| Nome personaggio | Doppiatore originale | Doppiatore italiano |
| ---------------- | -------------------- | ------------------- |
| Quasimodo        | Daniel Brochu        | Massimiliano Alto   |
| Esmeralda        | Sonja Ball           | Monica Ward         |
| François         | Harry Hill           | Luigi Ferraro       |
| Claude Frollo    | Rick Jones           | Sergio Tedesco      |